# 세네카 폴스 대회

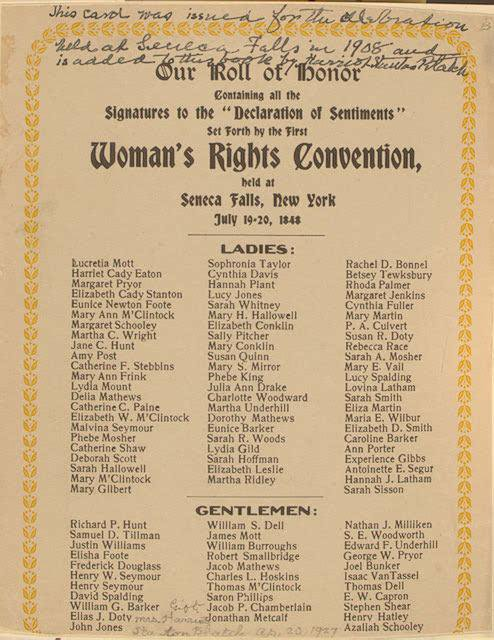
세네카 폴스 선언의 서명자들. 최상단에 루크리셔 모트의 이름이 있다.

세네카 폴스 대회(Seneca Falls Convention)는 1848년 7월 19, 20일 양일간 미국 뉴욕주 세네카군 세네카 폴스의 웨슬리언 감리교회에서 루크리셔 모트, 엘리자베스 케이디 스탠턴 등의 주도로 열린 미국 최초의 여성의 권리 대회이다. "여성이 처한 사회적, 시민적, 종교적 조건과 권리에 대해 논의하는 대회"였던 세네카 폴스 대회에서는 사회에서의 여성의 역할을 두고 강의와 토론이 열렸으며, 여성 68명과 남성 32명의 서명으로 〈감성선언서〉(Declaration of Sentiments, 세네카 폴스 선언)가 발표되었다. 세네카 폴스 선언은 이후 1851년 전미 여성권리 회의(National Women's Rights Convention) 등 미국에서의 여성의 권리, 참정권 운동에 영향을 주었다.

## 같이 보기
- 제1세대 여성주의